# Guaifenesina
Guaifenesina é um fármaco utilizado como expectorante, no combate à tosse.

## Farmacologia
A guaifenesina atua aumentando os fluidos do trato respiratório, reduzindo a viscosidade das secreções pulmonares vistas na DPOC e atua como expectorante.